# Amor de gata
Amor de gata (泣きたい私は猫をかぶる Nakitai Watashi wa Neko o Kaburu?,  lit. Queriendo llorar, finjo ser gato) es una película de animación japonesa de 2020, escrita por Mari Okada y dirigida por Junichi Sato y Tomotaka Shibayama.
Esta es la segunda película original de Studio Colorido, y tenía previsto su estreno en Japón el 5 de junio de 2020, pero fue postergada por la pandemia de coronavirus de 2019-2020. Las voces de los personajes principales están interpretadas por Mirai Shida y Natsuki Hanae.
Se estrenó  por la plataforma de Netflix a nivel mundial el 18 de junio de 2020.

## Argumento
La original historia sobre "encontrarse a sí mismo" se desarrolla en la prefectura de Aichi y se centra en Miyo "Nule" Sasaki. Ella es una estudiante de segundo año de secundaria muy peculiar que está enamorada de su compañero Hinode Kento. Nule constantemente lo sigue a todas partes pero él no parece notarla, pero ella tiene un secreto que no puede contar a nadie, con el cual continúa sus intentos. Nule tiene una máscara mágica que le permite transformarse en un gato. La magia le permite acercarse a Hinode, lo que siempre quiso, pero eventualmente le será cada vez más difícil volver a ser humana...

## Elenco
- Mirai Shida como Miyo Sasaki.
- Natsuki Hanae como Hinode Kento
- Kōichi Yamadera como el Tendero Gato
- Hiroaki Ogui como el tutor Kusugi.
- Minako Kotobuki como Yoriko Fukase.
- Kenshō Ono como Masamichi Isami.
- Susumu Chiba como Yoji Sasaki.
- Ayako Kawasumi como Kaoru Mizutani.
- Sayaka Ohara como Miki Saito.
- Daisuke Namikawa como Tomoya Sakaguchi.

## Música
La música original fue compuesta por Mina Kubota,  el tema principal es "Hana ni Borei", de Yorushika.

## Estreno
La película originalmente se iba a estrenar en los cines japoneses el 5 de junio de 2020, pero se suspendió por la pandemia por coronavirus. Se estrenó a nivel mundial por Netflix el 18 de junio de 2020.